# 拜瓦爾夫 (馬里蘭州)
拜瓦爾夫（英語：Bivalve）是位於美國馬里蘭州威科米科縣的一個普查規定居民點。

## 人口
根據2020年美國人口普查的數據，拜瓦爾夫的面積為3.87平方千米，當中陸地面積為3.77平方千米，而水域面積為0.10平方千米。當地共有人口185人，而人口密度為每平方千米47.8人。